# Super Smash Bros. Brawl
Super Smash Bros. Brawl, відомий в Японії як  Dairantō Smash Brothers X (яп. 大 乱闘 スマッシュブラザーズ X, Дайранто: Сумассю Бурадза: дзу Еккусу) є третьою грою в серії Super Smash Bros. розробленої спеціальної командою розробників, що складається з працівників компаній Sora, Game Arts, та інших розробників. Гра створена Nintendo для ігрової консолі Wii. Super Smash Bros. Brawl була попередньо показана на прес-конференції E3 2005. Гру представили-президент Nintendo і головний виконавчий директор Сатору Івата.
Число персонажів, яких гравці можуть контролювати в Brawl виросла в порівнянні з Super Smash Bros. Melee. Як і в його попередників завдання вибити супротивника за межі екрана. Це відхід від традиційних ігор у стилі «боротьба». Brawl також підтримує битви в мультиплеєре з участю до чотирьох бійців. Це перша серії в якій можна грати в режимі онлайн через Nintendo Wi-Fi Connection. Також можна грати вчотирьох на чотирьох різних контролерах (наприклад: Classic Controller, GameCube Controller, Wii Remote and Nunchuk і ще один Wii remote і Nunchuk).
Super Smash Bros. Brawl отримала позитивні відгуки від критиків.

## Геймплей
Brawl використовує типові системи битви. Завдання — вибити противника з екрану. Гравцям надається великий вибір персонажів (серед них такі відомі персонажі як: Лінк, Пікачу, Маріо, і інші). У гравців є відсотки удару. На самому початку бою у всіх гравців по 0 % удару. Але після ударів значення поступово зростає, і може доходити до 999 %. Відсотки удару показують з якою силою може вдарити персонаж (чим більше відсоток тим більше сила удару відповідно). Якщо гравця вибили за межі екрану, то він втрачає або життя, або очко, або монети (дивлячись який тип гри).
Персонажі в Super Smash Bros. Brawl борються один з одним за допомогою різних атак (яких стало більше в порівнянні з попередниками). Атаки вибираються затисненням кнопки і різким нахилом Wii Remote'а або Nunchuk'а. Рухи для атак стоять за замовчуванням, але їх можна змінити для певного профілю.